# Plaza de los Fueros (Pamplona)
La Plaza de los Fueros de Navarra, que sería su nombre completo, es un espacio moderno de la ciudad de Pamplona construida entre 1973-1975 y con una superficie de 18.000 m2 lo que la convierte en la más grande de la ciudad, por delante de la Plaza del Castillo, y de Navarra. Desde 2022 luce en ella la mayor bandera de Navarra fuera de un edificio oficial. Su diseño es obra de Rafael Moneo y Estanislao de la Quadra-Salcedo.

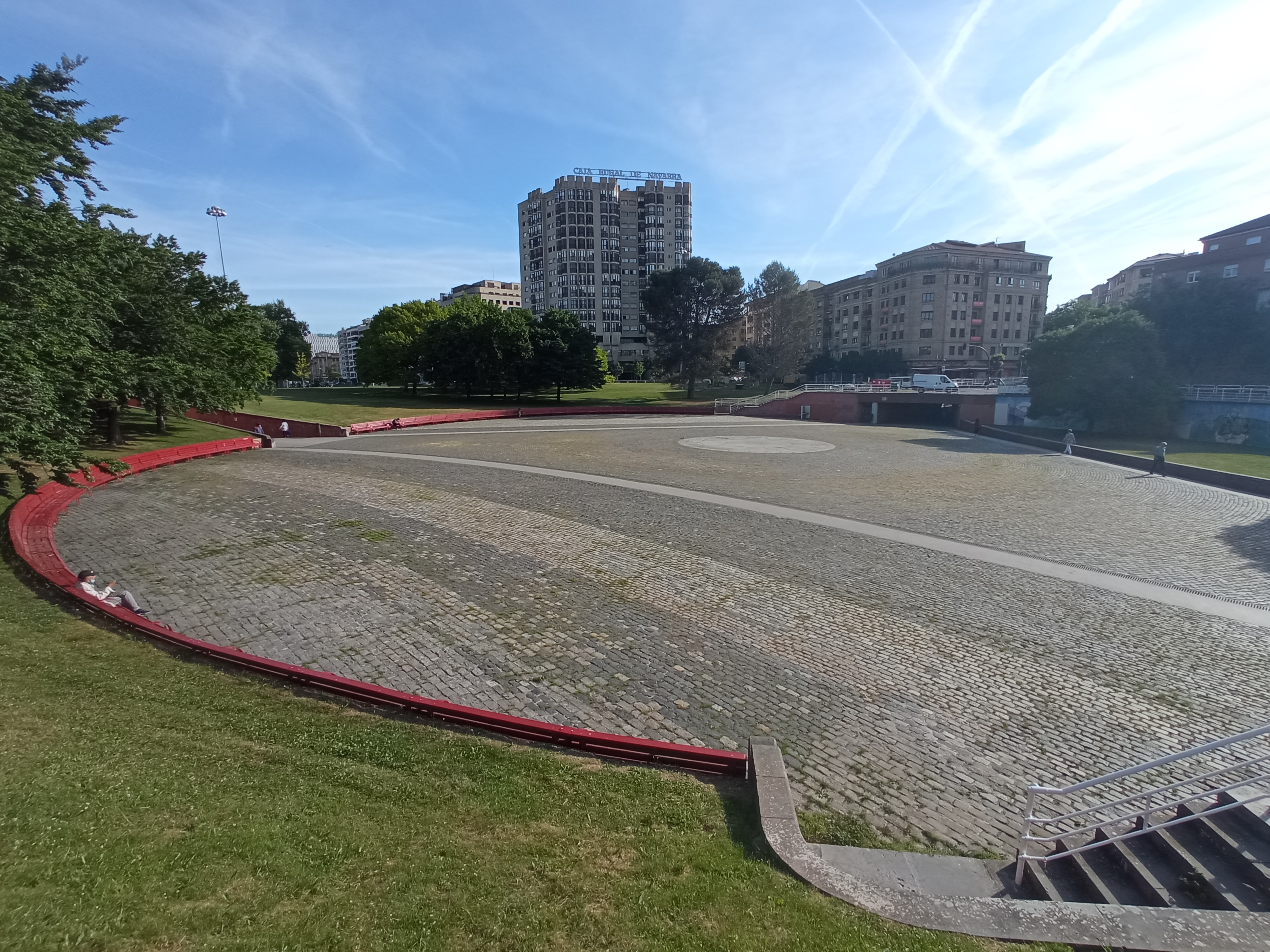
Vista de la plaza desde el sur

## Descripción
Con el crecimiento urbano de Pamplona hacia el sur, se diseñó y construyó en la confluencia de la avenida Zaragoza, avenida Galicia, avenida de Sancho el Fuerte, calle Abejeras y calle Yanguas y Miranda este espacio más bien ovoide como respuesta al problema de tránsito rodado y peatonal existente en tal confluencia.
Sus tres espacios ajardinados son recuerdos de tres zonas forestales de Navarra por las especies en ellas plantadas:
- La Montaña, con pinos, abetos y hayas.
- la Zona Media, con robles y encinos
- la Ribera, con pinos de las Bardenas Reales.

En la parte interior de la plaza se abre un espacio de formato triangular que está pavimentado con piedra para el tráfico peatonal y a una cota inferior y aislada del tráfico de vehículos que la circunvala. Existen escaleras así como tres túneles de acceso: al este, desde la avenida Galicia, al oeste, desde la Vuelta del Castillo, y al sur, desde la calle Abejeras y avenida de Sancho el Fuerte.
También se colocó un banco corrido, de 90 m. lineales que recientemente (2021) fuero restaurados tras medio siglo de exposición a las inclemencias meteorológicas.
Es una plaza cuya actividad principal se concentra durante las fiestas de San Fermín al servir de escenario de varias actuaciones musicales y floclóricas así como situarse junto a la Ciudadela de Pamplona, lugar de lanzamiento de castillos pirotécnicos durante las noches de las mencionadas fiestas.

## Bandera de Navarra
El 23 de junio de 2022 se instaló en la parte septentrional de la plaza un mástil de 30 m de altura donde se colocó una bandera de Navarra de 96 m2 (12 x 8 m). El izado oficial estuvo acompañado por la presencia de la corporación municipal así como otras autoridades civiles, religiosas y militares, además de La Pamplonesa que, durante el solemne izado, tocó el Himno de las Cortes, el oficial de la Comunidad Foral de Navarra. Siendo la mayor bandera oficial navarra que ondea de continuo, el lugar elegido guarda con ello relación además de una gran significación tanto por el nombre de la plaza como por el hecho de que sea actualmente la mayor de toda Navarra. Además, es visible desde la Estación de Autobuses cercana por lo que se convierte en un elemento muy visible para los viajeros que llegan a la ciudad.